# Sidi Lamine
Sidi Lamine (franska: Sidi Lamine (CR), Sidi Lamine (Commune Rurale), arabiska: دار أم السلطان) är en kommun i Marocko.   Den ligger i provinsen Khénifra och regionen Béni Mellal-Khénifra, i den nordöstra delen av landet, 150 km sydost om huvudstaden Rabat. Antalet invånare är 11 251.